# Ахметовская
Ахметовская — станица в Лабинском районе Краснодарского края. Административный центр Ахметовского сельского поселения.

## География
Расположена по правому берегу Большой Лабы, в районе впадения в неё притоков Гарнухи и Ецоки, 60 км юго-восточнее Лабинска, на границе с Карачаево-Черкесией. Окружена горами, покрытыми широколиственным лесом (граб, бук).

## История
Ахметогорское укрепление было построено в 1841 году с целью преградить путь черкесам из верховий Лабы на плоскость. В 1849 году укрепление было занято гарнизоном из пехотной роты линейного батальона и 56-ю казаками 38-го донского казачьего полка. В 1861 году были основаны последние станицы Лабинской (Новой) линии: Ахметовская, Каладжинская, Псеменская.
С 1862 по 1866 годы эти станицы заселялись казаками из станиц Старой (Кубанской) линии, а также переселенцами из Харьковской и Полтавской губерний, донскими казаками. В станице Ахметовской имелось две лавки, четыре водяных мельницы, кузница, три питейных заведения. Станица входила в Лабинский отдел Кубанской области.
Название станицы происходит от топонима «Ахмедов пост» — горы, расположенной неподалёку. Название горы, по легенде, произошло либо от имени черкеса Ахмета Багарсоко, либо от имени турецкого военачальника. Чтобы избежать плена, этот персонаж бросился со скалы, завязав предварительно своей лошади глаза. Адыгское название станицы — адыг. Ахъмэты́къу — «селение сына Ахмета».

## Население
| 2002 | 2010  |
| ---- | ----- |
| 1734 | ↘1408 |

## Достопримечательности
- Памятник археологии «Скифский воин», ошибочно называемый «Каменная баба» во дворе школы № 21[8]
- Озеро «Круглое», глубиной около 22 метров.
- Сеть карстовых пещер, в том числе и сквозных.
- Археологические достопримечательности времён аланов и русско-турецкой войны.
- Ущелье «Косовая».
- Скала «Ахмет-скала».
- Центр горной подготовки.